# Mlinarjev Janez: Slovenski junak ali uplemenitba Teharčanov
Mlinarjev Janez, slovenski junak ali vplemitenje Teharčanov je roman Ferda Kočevarja. Roman je izšel leta 1859 v Zagrebu pri založbi K. Albrecht. Roman je leto pred tem izhajal v časopisu.

## Vsebina
Zgodba opisuje celjskega grofa Urha, ki zapeljuje mlado Pengarjevo Marjetico iz Teharij. S tem se zameri njenemu fantu Mlinarjevemu Janezu. Grof želi Marjetico ugrabiti, zato pošlje v vas ovaduha, preoblečenega v meniha. Janez s fanti razkrije zaroto, zato ujamejo grofa in v zameno za njegovo svobodo zahtevajo poplemenitenje. Potem ko Janeza izvolijo za vaškega načelnika, Urh izpolni svojo obljubo. 
Zapeljevanje Marjetice je bil le eden od številnih Urhovih grehov, ki je že več deklic spravil na slab glas, prepiral se je tudi s cesarjem in papežem. Nasledek takega obnašanja je bilo papeževo izobčilno pismo, a Urh poslanca, ki je pismo dostavil, zapre v ječo. Kljub temu se stvar razve, saj fantje jetnika osvobodijo in skupaj s Teharčani napadejo grofa. Tega Janez tudi premaga, a ga ne ubije. 
V strahu pred jezo plemenitaša fantje pobegnejo in se gredo bojevat s Turki pred Beograd. Kljub srčnemu boju Janez in Voglarjev Miha padeta v roke turškim bojevnikom. Pot ju vodi čez Istanbul in Alžir. Tu Janez ugotovi, da je Miha nihče drug kot v moškega preoblečena Marjetica, ki se je skupaj z njim hrabro borila proti Turkom. Vrneta se domov, Urha so medtem v Beogradu ubili.